# Deir al-Salib
Deir al-Salib (tiếng Ả Rập: دير الصليب, cũng đánh vần Deir al-Sleib hoặc Deir al-Suleib) là một ngôi làng ở miền bắc Syria, một phần hành chính của Tỉnh Hama, nằm cách Hama 37 km về phía tây. Các địa phương lân cận bao gồm Bil'in ở phía đông nam, al-Rabiaa ở phía đông, Asilah ở phía đông bắc, Jubb Rammus ở phía bắc, al-Laqbah và Deir Mama ở phía tây bắc, Masyaf ở phía tây, al-Suwaydah ở phía tây nam và Baarin và Aqrab ở phía nam. Theo Cục Thống kê Trung ương Syria, Deir al-Salib có dân số 2.946 người trong cuộc điều tra dân số năm 2004. Cư dân của nó chủ yếu là người Alawite và Kitô hữu Chính thống Hy Lạp.

## Lịch sử
Vào đầu thế kỷ 19, thống đốc Damascus của Ottoman, Abdullah Pasha al-Azm, đã trao quyền cho Deir al-Salib và các trang trại vệ tinh của nó cho một cộng sự thân cận của ông, Muhammad Gharib Bey al-Azm.

## Nhà thờ Byzantine
Ngay bên ngoài Deir al-Salib là một nhà thờ Byzantine -era thế kỷ thứ 5 được bao quanh bởi những cây vả. Nó được xây dựng theo phong cách kiến trúc đặc trưng của thời Justinian ở Syria, với hai nhà nguyện. Bức tường đá của nó có một màu be và màu đất son. Ở bên phải của lối vào là một nhà rửa tội vẫn còn chứa một lễ rửa tội hình chữ thập. Narthex của nhà thờ có trước một tâm nhĩ trung tâm và năm cột phân định lối đi của nó. Các apse là hình bán nguyệt và ở tầng trệt là một phòng trưng bày dành riêng cho phụ nữ. Một lăng mộ nhỏ chứa ba sarcophagi nằm ở bên cạnh nhà rửa tội. Sarcophagi đã khắc huy chương phù hợp với thánh giá.